# Antón Cerrada
Antón Cerrada fue el primer español en descubrir y pisar el territorio chileno, junto a Gonzalo Calvo de Barrientos.
Probablemente fue en 1533 cuando Antón Cerrada acompañó en su huida a Gonzalo Calvo de Barrientos, quien entró en conflictos por hurto con uno de los hermanos Pizarro y fue afrentado por Francisco Pizarro después de la muerte de Atahualpa, haciéndole cortar las orejas para escarnio público. Cerrada y Calvo de Barrientos decidieron huir del Cuzco hacia el valle del Zama, al sur del Perú, y de ahí al saberse que su vida estaba en peligro, se internaron por el desierto atacameño hacia el sur.
Joaquín Edwards Bello, en su obra "Mitópolis", indica que Antón Cerrada vivía en Conchalí, junto a sus hijos mestizos.
Los dos juntos llegaron hasta Los Vilos en la desembocadura del río Conchalí, donde se separaron, no sabiéndose nada más de Antón Cerrada.
- Datos: Q5697477